# 扶輪社
扶輪社（Rotary Club）是依循國際扶輪的規章所成立的地區性社會團體，以增進職業交流及提供社會服務為宗旨，原則上在固定的時間及地點每週召開一次例行聚會（但每個月至少開兩次例會即可）。每個扶輪社都是獨立運作的社團，但皆需向國際扶輪申請通過後才可成立，通常會以所在地的城市或地區名稱作為社名。

## 發展歷史
全球第一個扶輪社是由保羅·哈里斯在1905年2月23日創立於美國伊利諾州芝加哥；最初此扶輪社的定期聚會是每週輪流在各社員的工作場所舉辦，因此便以「輪流」（英文：Rotary）作為社名。

## 運作方式
一個扶輪社的成員需來自不同職業，而從事同一領域工作的社員也不能超一定的比例；所有成員均有出席例行會議的義務，如果年度內的出席率低於百分之五十，將有可能被取消成員的資格。
扶輪社開放各行業及擁有各項專業的人士加入，但從事某些特定職業的人會被限制不得加入；通常並沒有年紀及經濟能力的限制，只要通過現有社員們的同意即可加入。不過實際上參加扶輪社的社友仍是以中年和富裕的人為主，這往往是因為年紀較長且經濟狀況較佳的人才有較多的時間及心力參予扶輪社活動。
社長及幹部皆由社員從彼此之間選出，任期固定為一年；各扶輪社的主要幹部必須包括：社長、理事、社長當選人（下一年度的社長）、副社長、秘書、糾察和財務。此外，社長還需任命四位服務主委，包括：社務服務，職業服務，社區服務和國際服務。
大部分扶輪社每週固定舉行一次例行會議，每次例會時間約一至二小時不等，在台灣通常以一小時半為多。例會由社長主持，通常會配合用餐時間舉行，大多上班日中午舉行，少數也有上午或晚上的例會，也因此參加成員通常為從事工作時間較有彈性的行業或職務；每次例會常會邀請不同的人士針對各項主題的演講。例行會議的時間和地點是固定且公開的，任何一個扶輪社的社友均可以自由參加其他扶輪社的例會，非扶輪社社員者也可在扶輪社員的邀請下參加例會。
目前除了傳統的會議方式，也有部分新成立的扶輪社開始採用「線上例會」。

## 命名習慣
扶輪社通常會以所在地的城市或地名作為社名，例如「芝加哥扶輪社」；但在人口較多的城市，往往會成立有一個以上的扶輪社，因此新成立的扶輪社就會以方位，或是更細分的地區作為名稱，例如「北芝加哥扶輪社」或是「舊金山華埠扶輪社」。
但也有扶輪社的社名不採用地名來命名，直接採用特殊意義的名字或縮寫來命名。

## 現況
在2021年7月1日時，在全球168國家或地區中共有36,653個扶輪社，1,169,773位社員。

### 臺灣
在2021年7月時，全台灣共有917個扶輪社，32,750位社員。

### 日本
在2021年5月時，全日本共有2,245個扶輪社，86,047位扶輪社員。

### 香港
在2021年時，香港共有103個扶輪社。

### 澳門
目前澳門有8個扶輪社。

### 中国大陆
至2016年時全中國已有16個扶輪社。